# Marco Fulvio Nobiliore
Marco Fulvio Nobiliore (in latino: Marcus Fulvius Nobilior; Roma, ... – Roma, ...; fl. II secolo a.C.) è stato un politico romano.

## Biografia
All'inizio della sua carriera politica, nel 196 a.C., ricoprì la carica di edile curule.

### Pretura
Nel 193 a.C., in qualità di pretore in Spagna Ulteriore combatté contro tribù di Galli Celtiberi contro le quali riportò importanti vittorie.

### Consolato

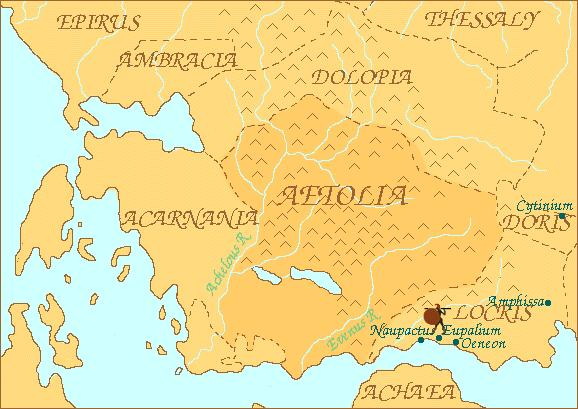
L'estensione dell'antica regione dell'Etolia.

Nel 189 a.C. venne eletto console, insieme a Gneo Manlio Vulsone, e si recò in Etolia al comando di un esercito. L'Etolia, infatti, aveva parteggiato per Antioco III di Siria e, quando questi fu sconfitto alla battaglia di Magnesia, dovette subire la rappresaglia romana. La capitale, Ambracia, si arrese dopo un lungo assedio.
In quello stesso anno fu criticato da Catone il Censore per aver concesso dei premi a soldati che avevano svolto mansioni comuni, come ad esempio, scavare pozzi.
Del seguito di Nobiliore faceva parte anche il poeta latino Quinto Ennio. Egli, infatti, si era da poco distinto per aver scritto un poema celebrativo, lo Scipio, in onore di Scipione Africano Maggiore.Anche Nobiliore voleva essere esaltato con i mezzi della poesia e, in effetti, Ennio gli dedicherà l'Ambracia, una tragedia praetexta che celebrava, appunto, la resa della capitale etolica e la gloriosa vittoria del console romano.
Al ritorno a Roma gli fu concesso, non facilmente, il trionfo (187 a.C.), che egli celebrò con grande sfarzo, stando al racconto di Tito Livio.

### La Censura

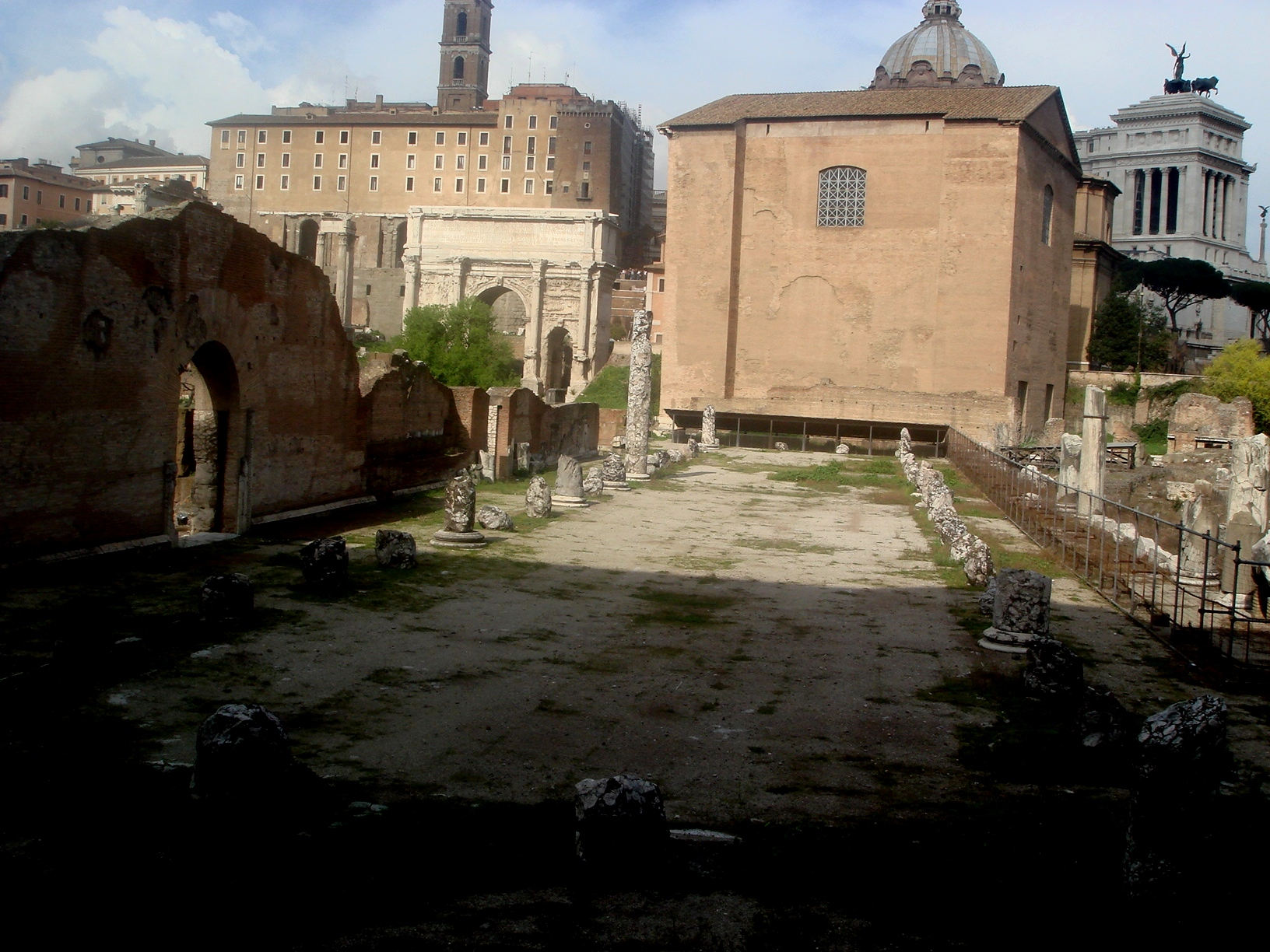
Resti della basilica Emilia

Nel 179 a.C. ricoprì la carica di censore. Durante il suo mandato promosse la riforma dei comizi centuriati, fece restaurare alcune parti del tempio di Giove Ottimo Massimo e avviò la costruzione della Basilica Emilia a Roma.
Fu un grande estimatore della cultura e delle arti greche e importò a Roma, dopo la presa di Ambracia, un celebre dipinto delle Muse a opera di Zeusi. A lui si deve l'edificazione del Tempio di Ercole e le Muse nei pressi del Circo Flaminio.
Egli era il nipote di Servio Fulvio Petino Nobiliore, console nel 255 a.C. ed ebbe due figli: Marco Fulvio Nobiliore, console nel 159 a.C. e Quinto Fulvio Nobiliore, console nel 153 a.C. a cui si deve la riforma del calendario che persiste ancor oggi nel mondo occidentale.
Prima di lui il capodanno, infatti, iniziava con le idi di marzo. Da quel momento, invece, l'anno comincia il primo di gennaio.

## Parlano di lui
A lui accenna Petrarca (Epist. III 29, 66-67).